# Биточки из тюльки
Биточки из тюльки (Биточки из тюлечки, Биточки из сардельки, Битки из тюльки, Котлеты из тюльки) – блюдо одесской кухни из черноморской тюльки, которую в Одессе также называют сарделька. Это биточки, или точнее, котлеты, из небольших жареных рыбок в кляре (по три-четыре тюльки на биточек). Тюльку не следует путать с фериной, похожей черноморской рыбкой, которая считается не столь вкусной. По классическому рецепту используется свежая тюлька, нежелательным вариантом является слабосоленая или замороженная.